# 尻屋岬港
尻屋岬港（しりやみさきこう）は、青森県下北郡東通村にある港湾。港湾管理者は青森県。港湾法上の「地方港湾」、「避難港」に指定されている。

## 港湾施設
港湾法の分類では避難港の扱いだが、港に隣接している日鉄鉱業尻屋鉱業所、三菱マテリアル青森工場の石灰採石・セメント等の年間貨物量300万トン・入港貨物船1000隻、青森県では八戸港、青森港につぐ県内第3位貨物取扱港である。港内水深は7メートル、1万トンクラス迄の貨物船が入港出来る。
1960年（昭和35年）、日鉄鉱業尻屋鉱業所の開業と同時に同所のプライベート積み出し岸壁として開港、同時に港湾業務を日鉄汽船（現NSユナイテッド海運）が引受けた。
港周辺は風力発電基地が展開している関係で欧州からの風車プラントなどの揚荷、三菱マテリアルの輸入炭など外航船が年間10隻程度ある。日鉄鉱業積出岸壁は同社の私有で、尻屋公共岸壁の浚渫は県が実施するのに対し同社が私費で定期的に浚渫している。船舶代理店、ダグボートサービス、荷役作業はNSユナイテッド海運の現地子会社である尻屋運輸が実施している。